# Supermassive Black Hole
Singles de Muse
Butterflies & Hurricanes
(2004) Starlight
(2006)
Pistes de Black Holes & Revelations
Starlight
(2) Map of the Problematique
(4)
Supermassive Black Hole est le 18e single du groupe Muse et le premier single issu de Black Holes & Revelations, leur 4e opus. Il s’agit de la troisième piste de l'album. Elle a été enregistrée en 2005 en France avec le reste de l'album.
Elle a été diffusée sur les ondes françaises en mai 2006 pour la première fois et sort dans les bacs le 19 juin 2006. La face B du single est Crying shame, jouée pour la première fois en live en décembre 2004.
Le single sort en deux formats: CD et DVD.
La chanson a été classée 46e meilleure chanson britannique de tous les temps par Xfm en 2010.

## Classements
Le single s'est classé à la 4e place des charts au Royaume-Uni, à la 7e au Danemark, 9e en Italie, 10e en Finlande, 16e en Irlande, 33e en Suisse, 34e en Australie, 39e aux Pays-Bas et 51e en France.

## Certifications
| Pays                  | Certification | Unités certifiées |
| --------------------- | ------------- | ----------------- |
| Canada (Music Canada) | Or            | 40 000            |
| États-Unis (RIAA)     | Platine       | 1 000 000         |
| Italie (FIMI)         | Or            | 10 000            |
| Royaume-Uni (BPI)     | Platine       | 600 000           |

## Analyse
Le son de ce morceau est très électro et la voix du chanteur Matthew Bellamy est particulièrement aigüe.
Le chanteur déclare s'être inspiré de musiques électroniques, de R&B...[réf. nécessaire]
La chanson assume des tons très hard rock, notamment dans son utilisation de guitares électriques avec overdrive, sa structure binaire répétitive et l'importance donnée aux basses et aux percussions (son de batterie). Ces dernières (en frappé numérique) relèvent plutôt, cependant, de la musique électronique.

## Apparitions et reprises
Cette chanson a été reprise par :
- le groupe Threshold en 2007 et The String Quartet Tribute en 2009.
- 2Cellos et Naya Rivera en 2012.

On peut retrouver cette chanson dans :
- le film Twilight, chapitre I : Fascination, lors du match de baseball.
- la série télévisée Supernatural.
- la série télévisée Doctor Who (Saison 6 Épisode 5, à 3 minutes 30 secondes environ, le titre passe dans le TARDIS).
- la série télévisée Black Mirror (série télévisée) (Saison 6 Épisode 4, Mazey Day, sur un moment clé).
- le jeu vidéo FIFA 07
- la Web Série Noob.